# Palkovice
Palkovice (tyska: Palkowitz) är en by och en kommun i Tjeckien. Den ligger i den östra delen av landet, 280 km öster om huvudstaden Prag. Palkovice ligger 322 meter över havet och antalet invånare är 3 213 (2016).
Terrängen runt Palkovice är platt norrut, men söderut är den kuperad. Runt Palkovice är det ganska tätbefolkat, med 214 invånare per kvadratkilometer. Närmaste större samhälle är Havířov, 18,3 km nordost om Palkovice. I omgivningarna runt Palkovice växer i huvudsak blandskog.